# Juste une question d'amour
Juste une question d'amour (Sólo una cuestión de amor, en español) es una película franco-belga del año 2000 escrita por Pierre Pauquet, dirigida por Christian Faure y con banda sonora realizada por Charles Court. La película narra el romance de dos chicos gay, Laurent (Cyrille Thouvenin) y Cédric (Stéphan Guérin-Tillié), que tienen problemas tratando de decidir si Laurent debería contarle a sus padres sobre su orientación sexual. La película fue vista por 6.3 millones de personas (28,6% de los televidentes) cuando fue transmitida por primera vez por la televisora France 2..

## Sinopsis
Laurent vive a plenitud su homosexualidad pero la esconde de sus padres, y por una buena razón: su primo Marc, que también era gay, había sido abandonado por su familia. Al morir de una hepatitis que nada tenía que ver con su sexualidad, sino a causa de un viaje, todos atribuyeron su muerte al SIDA. Teniendo miedo de ser juzgado de la misma manera por sus padres, Laurent se crea una doble vida con la ayuda de su mejor amiga, Carole.
Cansado y lleno de dudas, Laurent se desmotiva de sus estudios y se refugia en la poesía. Sólo la aparición de Cédric, su jefe de prácticas en estudios agrónomos, parece poder salvar las cosas, o al menos cambiarlas para siempre.

## Reparto
- Cyrille Thouvenin: Laurent
- Stéphan Guérin-Tillié: Cédric
- Éva Darlan: Emma
- Danièle Denie: Jeanne
- Idwig Stéphane: Pierre
- Caroline Veyt: Carole
- Laurence César: Martine
- Jean-Pierre Valère: Georges
- Raphaëlle Lubansu: Noëlle
- Jean-Baptiste Lefèvre: Didier
- Aurélie Godichal: Marine
- Jonathan Fox: Alain
- Marcel Dossogne: M. Bermand
- Bruno Georis: Médecin Emma
- Diego Vanhoutte: Mathieu